# Букарам, Асад
Асад Букарам Эльмхалин (исп. Assad Bucaram; 24 декабря 1916 — 5 ноября 1981) — эквадорский политический и общественный деятель ливанского происхождения. Президент Национального собрания Эквадора, Мэр Гуаякиля (1962—1963, 1967—1970), предприниматель.

## Биография

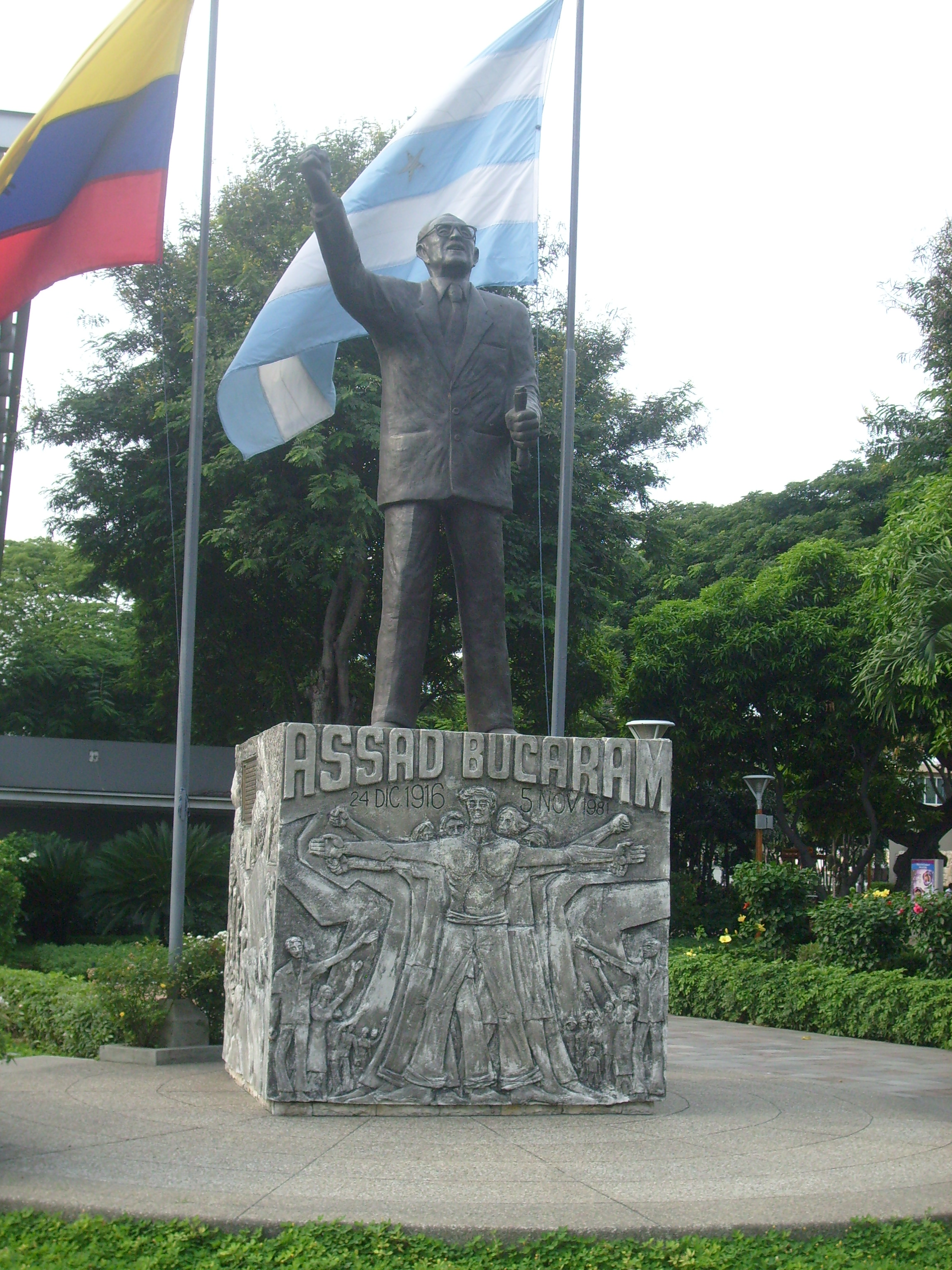
Памятник Асаду Букараму в Гуаякиле, Эквадор

Сын ливанских иммигрантов. Специального образования не получил. Сделал успешную карьеру в бизнесе, стал состоятельным предпринимателем.
В 1961 году — один из создателей и лидер левоцентристской политической партии Объединение народных сил.
Занимал должности городского советника, затем мэра Гуаякиля (1962—1963, 1967—1970). Избирался депутатом от провинции Гуаякиль. Преследовался при режиме Хосе Мария Веласко Ибарра, с 1970 по 1972 год жил в изгнании в Панаме.
Президент Национального конгресса Эквадора (с августа 1979 по август 1980).
Предпринял попытку баллотироваться на пост президента страны на Всеобщих выборах 1978—1979 годов, но военным режимом ему было запрещено участие по причине происхождения родителей. Кандидатура на пост президента страны перешла к мужу его племянницы Марты Хайме Рольдосу Агилере и при активной поддержке Букарама тот стал 30-м президентом Эквадора.
Его племянником был Абдала Букарам, президент Эквадора в 1996—1997 годах. 